# Czech Open 2018
Die Czech Open 2018 im Badminton fanden vom 25. bis zum 28. September 2018 in Brno statt.

## Sieger und Platzierte
| Disziplin    | Gold                        | Silber                      | Bronze                                 |
| ------------ | --------------------------- | --------------------------- | -------------------------------------- |
| Herreneinzel | Toma Junior Popov           | Victor Svendsen             | Dan Harsheeli                          |
| Herreneinzel | Toma Junior Popov           | Victor Svendsen             | Thomas Rouxel                          |
| Dameneinzel  | Yvonne Li                   | Neslihan Yiğit              | Lin Ying-chun                          |
| Dameneinzel  | Yvonne Li                   | Neslihan Yiğit              | Nguyễn Thùy Linh                       |
| Herrendoppel | Thom Gicquel Ronan Labar    | Miłosz Bochat Adam Cwalina  | Mathias Bay-Smidt Lasse Mølhede        |
| Herrendoppel | Thom Gicquel Ronan Labar    | Miłosz Bochat Adam Cwalina  | Jeppe Bay Mikkel Mikkelsen             |
| Damendoppel  | Chloe Birch Lauren Smith    | Émilie Lefel Anne Tran      | Bengisu Erçetin Nazlıcan Inci          |
| Damendoppel  | Chloe Birch Lauren Smith    | Émilie Lefel Anne Tran      | Emma Karlsson Johanna Magnusson        |
| Mixed        | Ronan Labar Audrey Fontaine | Jeppe Bay Ditte Søby Hansen | Adam Hall Julie MacPherson             |
| Mixed        | Ronan Labar Audrey Fontaine | Jeppe Bay Ditte Søby Hansen | Paweł Śmiłowski Magdalena Świerczyńska |